# Beskydská laťka
Beskydská laťka je mezinárodní halový atletický mítink ve skoku do výšky, který se v současnosti (od roku 2015) koná v multifunkční hale Werk Arena v Třinci. První ročník se uskutečnil v roce 1972, když u zrodu stál atletický trenér a funkcionář Bronislav Labuda. Poté následovalo 10 ročníků. V letech 1982 až 2002 se z ekonomických důvodů nekonal. Na tradici původních závodů tak navázal 11 ročník až v roce 2003. V roce 2011 se měl mítinku znovu zúčastnit halový mistr Evropy (2009) a halový mistr světa (2010) Ivan Uchov, avšak nakonec do tenisové haly ve Vendryni, kde se mítink konal v roce 2014, nepřicestoval. 19. ročník však ovládla v soutěži žen osmnáctiletá Ruska Marija Kučinová, která výkonem 197 cm vytvořila nový juniorský halový světový rekord.

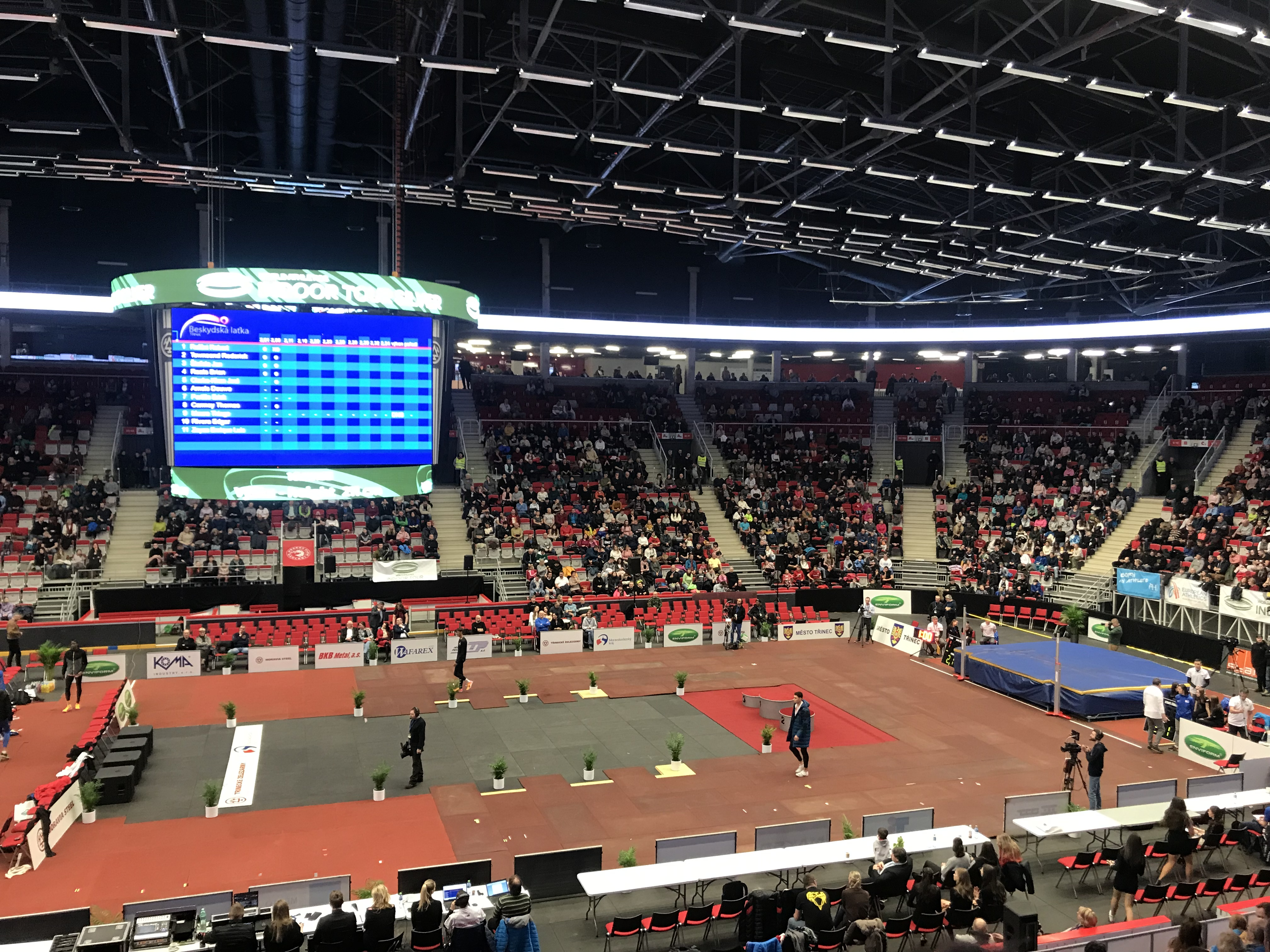
Beskydská laťka 2023

Rekordy mítinku drží Danil Lysenko (z roku 2018) – 235 cm a Blanka Vlašičová (z roku 2010) – 201 cm.

## Vítězové 1972 - 1981
| Ročník | Rok  | Vítězové – muži  | Výkon  | Vítězové – ženy                  | Výkon  |
| ------ | ---- | ---------------- | ------ | -------------------------------- | ------ |
| 1.     | 1972 | Jüri Tarmak      | 2,16 m | Breda Babošeková                 | 1,78 m |
| 2.     | 1973 | Ferenc Farkás    | 2,14 m | Elka Kalliwodová Sara Simeoniová | 1,80 m |
| 3.     | 1974 | Endra Kelemen    | 2,21 m | Cornelia Popescuová              | 1,89 m |
| 4.     | 1975 | Rune Almén       | 2,23 m | Andrea Kreisz                    | 1,82 m |
| 5.     | 1976 | Alex Grigorjev   | 2,20 m | Rosemarie Ackermannová           | 1,91 m |
| 6.     | 1977 | Bruni Bruno      | 2,22 m | Cornelia Popescuová              | 1,83 m |
| 7.     | 1978 | Oscar Raise      | 2,24 m | Urszula Kielanová                | 1,90 m |
| 8.     | 1979 | Janusz Trzepizur | 2,18 m | Urszula Kielanová                | 1,93 m |
| 9.     | 1980 | Adrian Proteasa  | 2,25 m | Urszula Kielanová                | 1,88 m |
| 10.    | 1981 | Ctirad Veselský  | 2,22 m | Erika Rudolfová                  | 1,83 m |

## Vítězové

### Muži
| Ročník | Rok  | 1. místo          | Výkon  | 2. místo              | Výkon  | 3. místo                                  | Výkon  |
| ------ | ---- | ----------------- | ------ | --------------------- | ------ | ----------------------------------------- | ------ |
| 11.    | 2003 | Jaroslav Bába     | 2,26 m | Jan Janků Tomáš Janků | 2,18 m | -                                         | -      |
| 12.    | 2004 | Jaroslav Bába     | 2,32 m | Tomáš Janků           | 2,26 m | Andrej Těrešin                            | 2,26 m |
| 13.    | 2005 | Tora Harris       | 2,30 m | Jaroslav Bába         | 2,27 m | Svatoslav Ton                             | 2,27 m |
| 14.    | 2006 | Ivan Uchov        | 2,28 m | Tomáš Janků           | 2,28 m | Svatoslav Ton                             | 2,24 m |
| 15.    | 2007 | Tomáš Janků       | 2,28 m | Viktor Šapoval        | 2,28 m | Víctor Moya                               | 2,25 m |
| 16.    | 2008 | Linus Thörnblad   | 2,30 m | Ivan Uchov            | 2,26 m | Andrej Těrešin                            | 2,26 m |
| 17.    | 2009 | Ivan Uchov        | 2,33 m | Andrej Těrešin        | 2,30 m | Linus Thörnblad                           | 2,27 m |
| 18.    | 2010 | Ivan Uchov        | 2,34 m | Dusty Jonas           | 2,32 m | Dmytro Demjanjuk                          | 2,27 m |
| 19.    | 2011 | Alexandr Šustov   | 2,29 m | Sergej Mudrov         | 2,29 m | Trevor Barry Nicola Ciotti Jesse Williams | 2,22 m |
| 20.    | 2012 | Ivan Uchov        | 2,32 m | Trevor Barry          | 2,29 m | Jaroslav Bába                             | 2,25 m |
| 21.    | 2013 | Mutaz Essa Baršim | 2,34 m | Alexej Dmitrik        | 2,31 m | Jaroslav Bába                             | 2,28 m |
| 22.    | 2014 | Erik Kynard       | 2,27 m | Mihai Donisan         | 2,24 m | Trevor Barry                              | 2,24 m |
| 23.    | 2015 | Mutaz Essa Baršim | 2,30 m | Andrij Procenko       | 2,27 m | Jesse Williams                            | 2,27 m |
| 24.    | 2016 | Gianmarco Tamberi | 2,33 m | Konstadinos Baniótis  | 2,31 m | Andrij Procenko                           | 2,28 m |
| 25.    | 2017 | Pavel Seliverstov | 2,32 m | Erik Kynard           | 2,27 m | Jamal Wilson                              | 2,27 m |
| 26.    | 2018 | Danil Lysenko     | 2,35 m | Sylwester Bednarek    | 2,33 m | Maxim Nedosekov                           | 2,27 m |
| 27.    | 2019 | [[]]              |        | [[]]                  |        | [[]]                                      |        |
| 28.    | 2020 | [[]]              |        | [[]]                  |        | [[]]                                      |        |

### Ženy
| Ročník | Rok  | 1. místo            | Výkon  | 2. místo           | Výkon  | 3. místo                       | Výkon  |
| ------ | ---- | ------------------- | ------ | ------------------ | ------ | ------------------------------ | ------ |
| 11.    | 2003 | Iva Straková        | 1,86 m | Inga Janků         | 1,86 m | Bernadett Bódiová              | 1,84 m |
| 12.    | 2004 | Barbora Laláková    | 1,86 m | Kateřina Korčová   | 1,84 m | Inga Janků                     | 1,84 m |
| 13.    | 2005 | Olga Kaliturinová   | 1,94 m | Monica Iagărová    | 1,90 m | Iva Straková                   | 1,90 m |
| 14.    | 2006 | Barbora Laláková    | 1,92 m | Iva Straková       | 1,92 m | Irina Glavatskichová           | 1,89 m |
| 15.    | 2007 | Marina Aitovová     | 1,93 m | Emma Greenová      | 1,93 m | Romana Dubnova                 | 1,90 m |
| 16.    | 2008 | Barbora Laláková    | 1,97 m | Romana Dubnova     | 1,90 m | Viktoria Kljuginová            | 1,90 m |
| 17.    | 2009 | Viktorija Sťopinová | 1,92 m | Iva Straková       | 1,92 m | Vita Palamarová                | 1,89 m |
| 18.    | 2010 | Blanka Vlašičová    | 2,01 m | Chaunte Howardová  | 1,92 m | Kamila Stepaniuková            | 1,90 m |
| 19.    | 2011 | Marija Kučinová     | 1,97 m | Emma Greenová      | 1,88 m | Oldřiška Marešová Ana Šimičová | 1,85 m |
| 20.    | 2012 | Marija Kučinová     | 1,96 m | Světlana Školinová | 1,96 m | Esthera Petreová               | 1,93 m |
| 21.    | 2013 | Alessia Trostová    | 2,00 m | Venelina Venevová  | 1,91 m | Emma Greenová Olena Chološová  | 1,91 m |
| 22.    | 2014 | Emma Tregarová      | 1,97 m | Ana Šimičová       | 1,92 m | Venelina Venevová              | 1,90 m |
| 23.    | 2015 | Marija Kučinová     | 1,98 m | Kamila Lićwinková  | 1,95 m | Ana Šimičová                   | 1,95 m |
| 24.    | 2016 | Michaela Hrubá      | 1,94 m | Morgan Lakeová     | 1,92 m | Sofie Skoogová Doreen Amataová | 1,90 m |
| 25.    | 2017 | Ruth Beitiaová      | 1,94 m | Iryna Heraščenková | 1,92 m | Julija Levčenková              | 1,92 m |
| 26.    | 2018 | Levern Spencerová   | 1,95 m | Sofie Skoogová     | 1,87 m | Marija Vukovičová              | 1,87 m |
| 27.    | 2019 | [[]]                |        | [[]]               |        | [[]]                           |        |
| 28.    | 2020 | [[]]                |        | [[]]               |        | [[]]                           |        |